# Bildmuseet

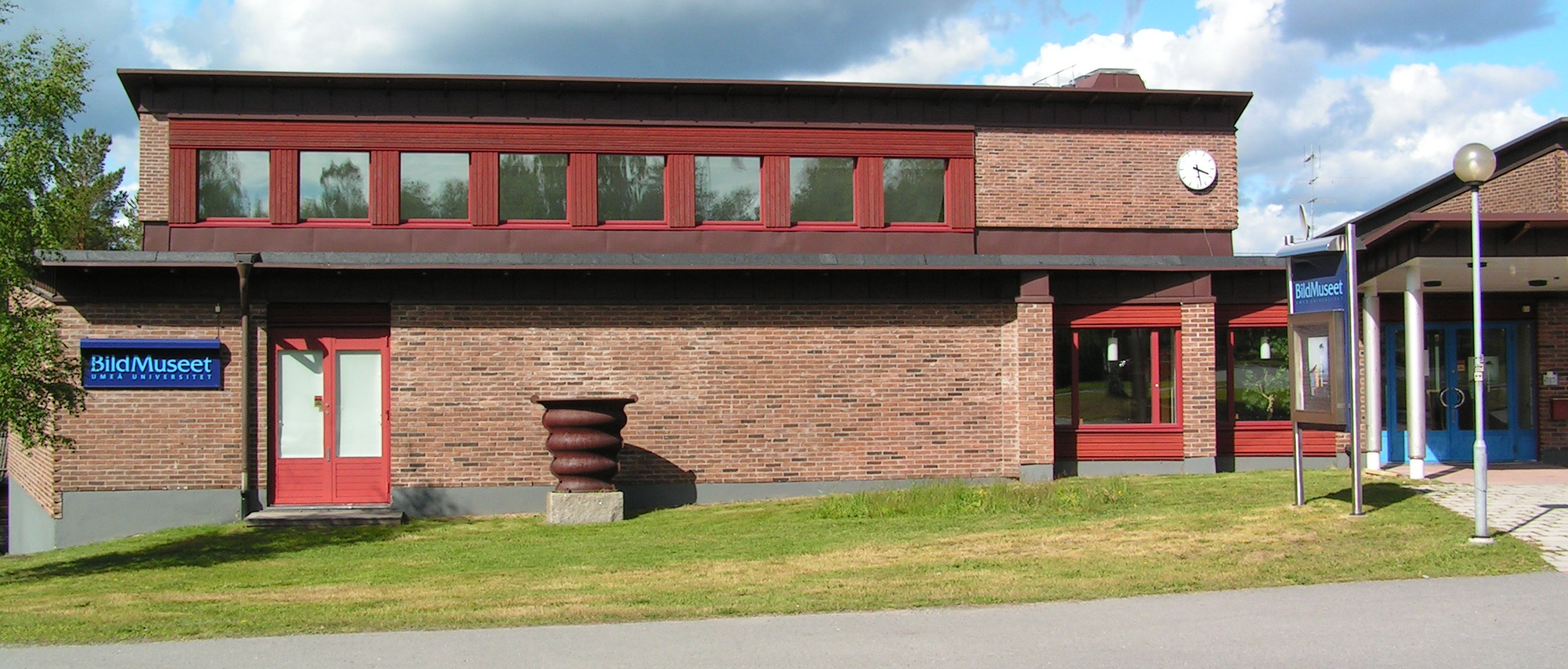
Oude gebouw, foto uit juni 2007

Bildmuseet, ook wel Bildmuseet Umeå, is een kunstmuseum in de stad Umeå in het noorden van Zweden. Het museum exposeert zowel Zweedse als internationale hedendaagse kunst, visuele cultuur, design, cultuur en architectuur. In combinatie met tentoonstellingen organiseert het ook lezingen, filmvertoningen, concerten, optredens en workshops.

## Geschiedenis
Het museum werd in 1981 opgericht door de Universiteit van Umeå. In 1994 bestond het museum uit zes hallen met een totale oppervlakte van 1200 vierkante meter. In juni 2012 verhuisde het museum naar een nieuw gebouw bij de Umeå kunstcampus. Dit bestaat uit zeven delen en is ontworpen door de Deense architect Henning Larsen. In dit gebied bevinden zich ook de hoge school voor kunst, design en architectuur.
In november 2013 werd het museum genomineerd voor de Museumprijs 2014 van de Europese Raad. Het werd verslagen door het Turkse Baksi Museum in Bayburt.

## Tentoonstellingen
- 1994: Lars Tunbjörk
- 1998: Tracey Rose
- 1999: Dayanita Singh
- 1999: Okwui Enwezor
- 2001: Adrian Paci
- 2001: David Goldblatt
- 2008: Joachim Schmid
- 2009: Florian Zeyfang
- 2013: Agnès Varda